# Globi

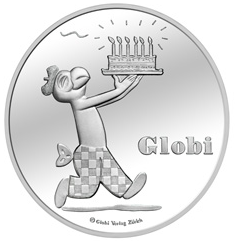
Globi sur une pièce commémorative de 2012 pour le 80e anniversaire.

Globi est un personnage de bande dessinée suisse-allemande décrivant un perroquet humanoïde au corps bleu, bec jaune, portant un béret noir et un pantalon en damier rouge et noir. Globi est avec Titeuf la plus célèbre figure suisse du monde de la bande dessinée et du livre pour enfant.

## Historique

### Origine
En 1932, en période de crise économique, la chaîne de magasins Globus s'apprête à fêter son 25e anniversaire. Le nouveau directeur publicitaire de la chaîne, Ignatius Karl Schiele (1902-1988), a étudié les méthodes mises en œuvre en Suède par exemple par Ikea. Il est convaincu que la publicité ne doit pas se contenter d'affichages épisodiques, mais qu'elle doit être élaborée et structurée à long terme et au sein d'un concept global.
Ainsi, Schiele planifie une série d'événements, incluant des Jugend-Meetings, pour rendre l'entreprise sympathique aux yeux des enfants. Ces Jugend-Meetings comprendront de nombreuses attractions, qui ont lieu dans les étages des magasins, comme du théâtre de marionnettes, du tir à la carabine, des loteries, des stands de confection de poupées, une bourse aux timbres-poste, des ateliers de peinture et des jeux divers. On y prévoit aussi des activités éducatives, comme des démonstrations de brossage de dents. Il va de soi que ces activités doivent être presque toutes gratuites.
Schiele veut ajouter un élément central, inspiré par de grands magasins allemands : un « héraut des enfants », un Festonkel, une figure d'animateur sympathique qui devienne incontournable. Il fait appel au dessinateur Robert Lips (de) (1912-1975), qui va imaginer un personnage amusant, un perroquet bleu humanoïde, portant pantalon à carreau (il n'a pas encore de béret). Tout d'abord, le dessinateur pense appeler son personnage Kimbukku, car le perroquet est censé être né en Afrique. Le directeur de la filiale bâloise de Globus propose alors le nom de Globi, allusion au surnom donné à Bâle en dialecte aux magasins : « Gloobi ». Globi est né. Il apparaît sur les affiches, les prospectus, les lampions, sous la forme d'une mascotte de grande taille qui trône à l'intérieur et à l'extérieur des magasins. Globi rencontre tout de suite une grande popularité. On commence alors à le rencontrer en dehors des magasins Globus : on le voit dans les foires et les fêtes populaires, il danse sur du charleston, il visite les rédactions des journaux, il fait de la publicité en voiture pour le Cirque Saluti à travers les rues de Zurich,.

### De la mascotte publicitaire à la bande dessinée
Le 11 octobre 1933, une petite panthère s'échappe du jardin zoologique de Zurich. L'émotion inspire alors aux créateurs de Globi un projet de bande dessinée, dans laquelle Globi poursuivrait la panthère. Ainsi naît la première histoire, Globi auf Panther-Jagd (Globi sur la trace de la panthère), qui paraît en une série de six parties dans la Neue Zürcher Zeitung, puis dans d’autres journaux zurichois.

#### Une revue pour enfants:Der Globi
La popularité qu'a acquise en si peu de temps Globi inspire une nouvelle idée à Schiele : la création d'une revue pour enfants. Après avoir convaincu la direction de Globus, il lance en janvier 1935 Der Globi. Le journal mensuel contient des poésies, des textes d'écrivains pour la jeunesse, des articles consacrés aux sciences, des jeux, des notices de bricolage ou de jardinage, un courrier des lecteurs, des concours avec des prix à gagner. En 1942, quand Globi fête ses 10 ans. Der Globi a 8 000 abonnés. La revue paraîtra jusqu'en 1970.

#### LesGlobianer
En 1936, un lecteur du Der Globi de 14 ans, Gottfried Brunner, fonde le premier Globi-Club. Lorsque Schiele en entend parler, il saute sur l'occasion: il crée des cartes de membres pour les adhérents du Globi-Club, invente le terme de Globianer pour les désigner, et publie dans la revue des buts à suivre, des statuts et des conseils pour fonder de nouveaux Clubs. Trois mois plus tard, on compte douze Globi-Clubs. Les clubs sont mixtes et sont structurés dans une sorte de fédération, le Globi-Club-Bewegung. La revue demande aux clubs de lui transmettre les listes de leurs membres et de lui transmettre régulièrement leurs rapports d'activités. Les Globi-Clubs doivent accomplir des actions de bienfaisance, développer une franche camaraderie à l'interne, et organiser des activités comme du théâtre ou des ventes de fleurs, leur permettant de gagner quelques modestes moyens. Un exemple célèbre est la somme de 15 francs que la revue reçoit de la part d'un jeune Globianer zurichois. Il s'agit du futur Conseiller fédéral Kaspar Villiger, alors âgé de onze ans, qui déclare avoir gagné cet argent lui-même pour venir en aide aux enfants dans le besoin.

#### Globi dans le monde du livre
En 1935 est publié le premier album, Globis Weltreise (Le tour du monde de Globi). Le succès n'est pas aussi immédiat que Schiele l'avait prévu. Toutefois, l'album fait l'objet d'une réédition à la fin de l'année,,.
En 1938 sort le deuxième album des aventures de Globi, Globi Junior.
En 1944 sont fondées les éditions Globi Verlag, qui prennent en charge la publication des livres, du magazine et des produits dérivés. En 1948, le millionième album de Globi est vendu.
Certains albums sont traduits en français et en anglais par Globi-Verlag. Ces traductions respectent toutes une particularité de Globi : les textes sont tous écrits en vers, par paires de deux rimes. Des albums de Globi ont aussi paru aux États-Unis, en Suède, au Danemark et au Brésil. Mais le succès de l'exportation de Globi s'est avéré très relatif, à l'exception de l'Allemagne. L'explication la plus courante est que le personnage, malgré son origine africaine, serait compris à l'étranger comme une incarnation du Suisse, voire du Suisse-allemand, et que son humour serait peu compréhensible pour les non-Suisses.
La même maison d'édition a repris en 1975 la publication d'une autre bande dessinée suisse, publiée depuis 1952, Papa Moll.
Le 1er janvier 2007, Globi Verlag AG est racheté par Orell Füssli Verlag. Entre 1935 et 2018, la série des aventures de Globi a produit 88 albums, qui peuvent tous être considérés comme des best-sellers en Suisse allemande. En 2019, le nombre des 9 millions d'albums vendus a été dépassé.

## Figure
Le personnage de Globi est un perroquet, à bec jaune et au corps bleu, né dans un œuf en Afrique. Après l'éclosion, alors qu'il porte déjà son pantalon à damier noir et rouge, il prend son envol et tombe accidentellement en Suisse. Il est adopté par les enfants, ou plutôt il devient tout de suite l'un de leurs leaders. On remarque qu'il parle immédiatement leur langue, de la même manière qu'il parvient à parler à tous les animaux. Il adopte le béret basque noir. Rapidement, il devient un enfant turbulent, farceur, rusé et inventif, mais au grand cœur. Il aide volontiers ceux qu'il rencontre. À chaque problème, il trouve une solution, qui peut fonctionner ou pas. Il est dévoré de curiosité et vit de nombreuses aventures.
Au départ, on ne sait rien de sa famille. Mais dans le deuxième album, Globi Junior (1938), il est rejoint par ses parents. En 1940, on découvre qu'il a des frères et sœurs (Geschwister Globi).
Ses farces ne sont pas du goût de tout le monde : non seulement il est régulièrement puni pour ses frasques, mais il est même exilé pendant une année entière sur une île déserte dans l'Océan pacifique (Globi in der Verbannung, 1939).

### Globine
En 1988, Anne Christiansen crée le personnage de Globine, un pendant féminin de Globi. Le récit des aventures de Globine est publié au rythme d'un album par année. Globine est une amie de Globi, qui vit de nombreuses aventures. Elle habite dans une maison perchée sur un arbre, dans les environs d'une petite ville nommée Schnurzikon.

## Formes
Les albums de Globi ont gardé la même morphologie depuis 1935. Schiele avait voulu que le texte et les images aient une part égale dans les livres. Ainsi, les albums commencent à la page 3, par une page d'introduction. Elle est suivie par 96 pages, où le texte occupe la page de gauche et est illustré par les cases de la page de droite (en général entre 4 et 6 cases). Il s'agit donc bien d'une bande dessinée, mais sans le système de bulles. Les dessins sont tous en noir et blanc, à l'exception des couvertures du livre. Chaque paire de pages expose un épisode qui prend place dans la trame générale de l'album.
Schiele avait chargé un poète amateur, Alfred Bruggmann, technicien à la BBC de son état, de donner une forme métrique aux textes, en paires de rimes. Jusqu'à aujourd'hui, ces formes ont été maintenues.
Les textes originaux des albums sont tous rédigés en allemand standard (en Suisse appelé Schriftdeutsch), mais de nombreux produits dérivés (documents audio, vidéo, films) sont en dialecte suisse-allemand.

## Produits dérivés

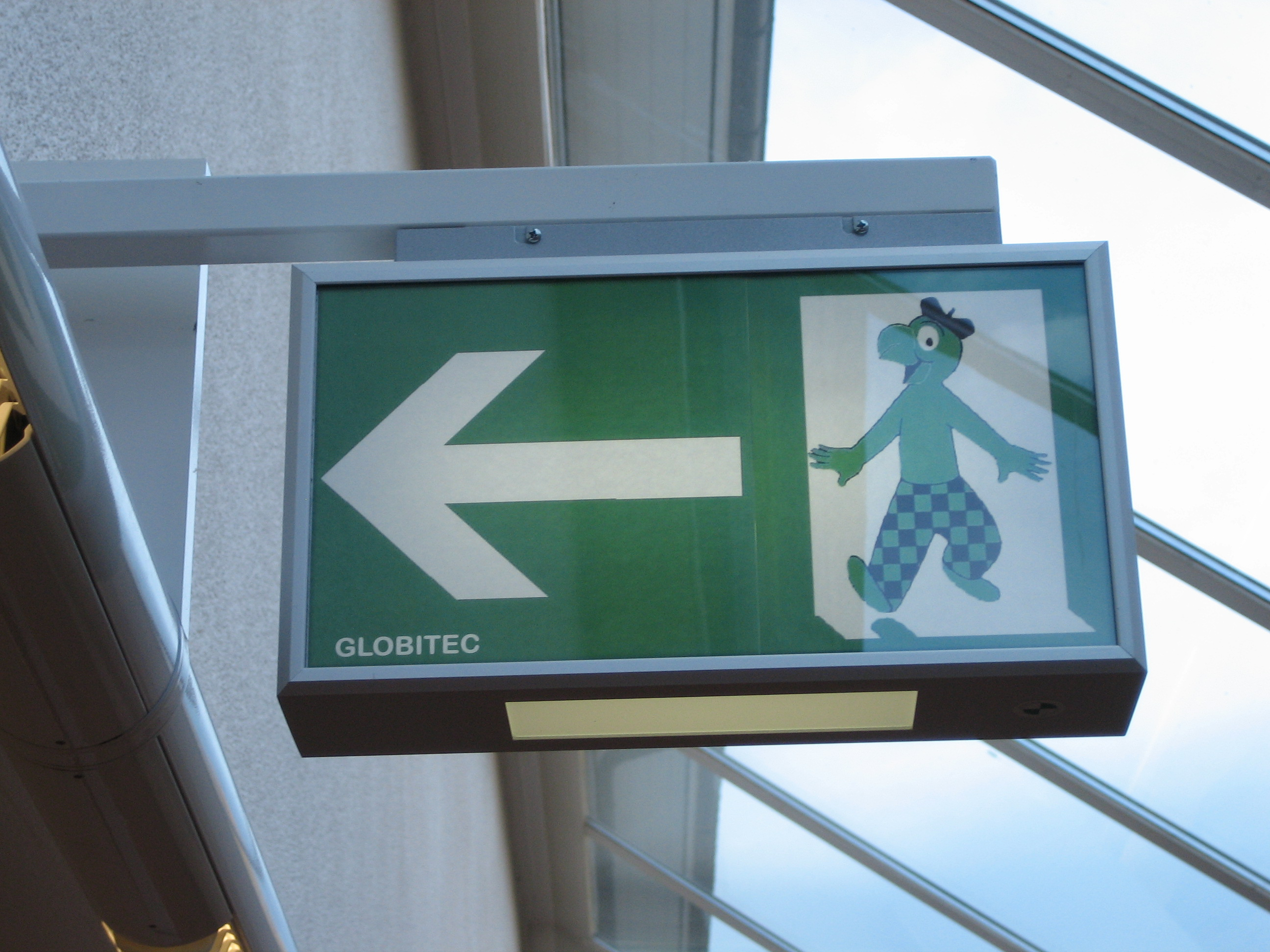
Signalisation de sortie de secours avec Globi.

Globi a donné lieu à de nombreux produits dérivés : livres d'images pour enfants, illustrations et animation d'ouvrages thématiques et éducatifs pour enfants (abordant des thèmes aussi variés que les mathématiques de base, la logique, le jardinage, la cuisine, les premiers secours, etc.), peluches, pièces radiophoniques, habits, jouets, un guide des musées pour enfants, etc.
En 2003, le Saint-Gallois Robi Engler réalise un film d'animation de 72 minutes, Globi und der Schattenräuber (Globi et le voleur d'ombres). Le film est tourné intégralement en suisse-allemand.
Il est utilisé aussi dans des parcs naturels, des transports publics (CFF) et même par une chaîne de crèches, les Globi Kinderkrippen.

## Critiques et controverses

### Un farceur immoral?
Dans les années 1940 et 1950, certains pédagogues critiquent les livres de Globi, croyant y déceler un mauvais exemple pour la jeunesse: celui d'un farceur irrespectueux, à la limite de la « mauvaise littérature ». Globi est en effet tout sauf un modèle de moralité : il est impulsif, rusé, opportuniste, enclin à la violence. Il ne fait jamais preuve de modestie et cherche toujours à se venger. Il se réjouit du malheur des autres. Pourtant, les livres montrent qu'il doit régulièrement expier ses fautes et qu'il est même parfois durement puni, comme dans l'album Globi in der Verbannung, où il est banni pour un an sur une île lointaine, la communauté ne supportant plus ses espiègleries. Il y a donc bien une morale systématique, dans les premiers albums de Globi, ce qui les rapproche du Struwwelpeter, des Contes de Grimm, et surtout de Max et Moritz. Cette interprétation positive du personnage est confirmée par de nombreux anciens Globianer, qui affirment que Globi a été un ami, voire une source d'inspiration tout au long de leur vie. Parmi eux, on compte l'ancien conseiller fédéral Kaspar Villiger qui dit avoir pu apprendre « les valeurs de la vie » grâce au perroquet bleu.

### Cible de la nouvelle gauche
À partir des années 1970, des critiques plus politiques, venant d'intellectuels de gauche, commencent à dénoncer en Globi un « personnage chauvin, violent, misogyne et raciste ». Ainsi, en 1981, Regula Renschler, collaboratrice de la « Déclaration de Berne », publie un article dénonçant le « racisme des livres de Globi ». Renschler ajoute encore que, de manière générale, le perroquet bleu n'est de loin pas une figure pacifique, et qu'il résout le plus souvent les conflits en usant de la force ou de la violence.
Plus tard, l’historien Georg Kreis établit une chronologie dans l'évolution des albums de Globi avant et pendant la Deuxième Guerre mondiale. Selon lui, Globi est dans un premier temps une simple mascotte publicitaire, créée suivant une logique commerciale qui veut que « les enfants d'aujourd'hui sont les clients de demain ». Ensuite, dans un deuxième temps, il serait devenu un « propagandiste d'une Suisse autoritaire et patriotique, voire militariste ». Kreis prétend que Schiele, le créateur de Globi, se serait entretenu avec les Conseillers fédéraux Marcel Pilet-Golaz et Philipp Etter, puis avec le général Henri Guisan, et il leur aurait promis de faire de son personnage un instrument de « propagande positive », dans un esprit conforme à la politique de « défense spirituelle » du Conseil fédéral de l'époque. Les arguments de Kreis s’appuient en particulier sur les albums Globi an der Landes-Ausstellung (1939), où l'oiseau bleu se présente en porte-parole de l'Exposition nationale, et à Globi wird Soldat (1940). Dans ce dernier album, Globi accomplit son service militaire avec enthousiasme et, malgré toutes les frasques qu'il commet durant son école de recrues, il finit par recevoir avec joie une convocation pour l'école de sous-officiers,.
Selon Patricia Purtschert, professeure en études de genre et en études culturelles à l'université de Berne, Globi incarnerait le « racisme et la mentalité coloniale d'une Suisse qui n'aurait certes pas possédé de colonies », mais aurait partagé les « conceptions colonialistes » de ses voisins. Cela serait particulièrement visible dans l'album Globis Weltreise (1935), où les Noirs africains seraient mis en scène comme des primitifs stupides et cannibales. Selon les partisans de cette interprétation de Globi, les albums actuels seraient encore marqués par un certain « racisme post-colonial », notamment Globi bei den Nashörnern (2007), car le « Suisse d'origine africaine » serait présenté comme seul à pouvoir instruire les Africains et seul capable de résoudre leurs problèmes,.

### L'oiseau, le Conseiller fédéral et l'astronaute
Le 7 août 1992, le Conseiller fédéral et vice-président de la Confédération Adolf Ogi est invité à participer à une vidéo-conférence avec l'astronaute suisse Claude Nicollier. Alors que le Conseiller fédéral est installé au musée des transports de Lucerne, son interlocuteur est à 240 kilomètres de la surface de la terre, à bord de la navette spatiale Atlantis, sur laquelle il a embarqué une semaine auparavant. Lorsque le contact est établi, Adolf Ogi lance à Claude Nicollier un vibrant « Grüess Gott, Freude herrscht, Monsieur Nicollier! » (Bonjour, c'est la grande joie, Monsieur Nicollier !).
Le caractère familier et inattendu de ces salutations retransmises en direct va susciter la surprise, puis une vague de commentaires goguenards dans toute la presse alémanique. Le Conseiller fédéral, régulièrement accusé d'être incapable de prononcer une phrase sans faire une faute d'accusatif, aurait repris ce « Freude herrscht » d'un album de Globi. Devant l'hilarité générale, Adolf Ogi se sentira obligé de se justifier. Selon lui, la NASA lui aurait transmis un texte à lire. Vexé de se faire dicter ainsi ses paroles et sous le coup de l'émotion, il aurait alors décidé au dernier moment de ne rien lire et d'improviser. Ses mots n'auraient rien eu à voir avec Globi, et seraient venus spontanément. Quoi qu'il en soit, la rumeur persistera bien au-delà de la retraite de l'homme politique, qui restera dans l'histoire « le Conseiller fédéral qui a cité Globi »,.

## Liste des albums de Globi
| en gris : albums également sortis en livres audio |

| Nr. | Titre                                        | Année |
| --- | -------------------------------------------- | ----- |
| 01  | Globis Weltreise                             | 1935  |
| 02  | Globi Junior                                 | 1938  |
| 03  | Globi an der Landes-Ausstellung              | 1939  |
| 04  | Globi in der Verbannung                      | 1939  |
| 05  | Geschwister Globi                            | 1940  |
| 06  | Globi wird Soldat                            | 1940  |
| 07  | Globi im Zirkus                              | 1941  |
| 08  | Wie Globi Bauer wurde                        | 1941  |
| 09  | Globi im Märchenreich                        | 1942  |
| 10  | Globis Siege und Niederlagen                 | 1943  |
| 11  | Mit Globi und Käpten Pum um die Welt         | 1944  |
| 12  | Globi in Torlikon                            | 1945  |
| 13  | Globi erlebt Paris                           | 1946  |
| 14  | Globis Abenteuer an der Chilbi               | 1947  |
| 01  | Globi der Kinderfreund                       | 1947  |
| 15  | Globi treibt Sport                           | 1948  |
| 16  | Globi will ins Schlaraffenland               | 1949  |
| 17  | Freund Globi im Urwald                       | 1950  |
| 18  | Globis lustige Einfälle                      | 1951  |
| 19  | Globis abenteuerliche Fahrt in andere Welten | 1952  |
| 20  | Globi bei den Indianern                      | 1953  |
| 21  | Globi im Reiche der Tiere                    | 1954  |
| 22  | Globis neue Erlebnisse                       | 1955  |
| 23  | Globis Kampf um die Schatz-Insel             | 1956  |
| 24  | Globi und Pinoccio in Venedig                | 1957  |
| 25  | Globis Abenteuer auf dem Meeresgrund         | 1958  |
| 26  | Globi im Lande der Spanier                   | 1959  |
| 27  | Globis toller Tag                            | 1960  |
| 28  | Globi beim Fernsehen                         | 1961  |
| 29  | Globis Taten in Amerika                      | 1962  |
| 30  | Globi kann alles                             | 1963  |
| 31  | Globi, König der Spassmacher                 | 1965  |
| 32  | Globi als Detektiv                           | 1965  |
| 33  | Globi und Robi und ihr seltsamer Zoo         | 1966  |
| 34  | Globis Geheimnis                             | 1967  |
| 35  | Globis lustige Streiche im Narrendorf        | 1968  |
| 36  | Familie Globis Erlebnisse und Streiche       | 1969  |
| 37  | Globis Weltreise                             | 1970  |
| 38  | Globi, so ein Lausbub                        | 1971  |
| 39  | Aus Globis Fabelwelt                         | 1972  |
| 40  | Aus Globis heiterem Leben                    | 1973  |
| 41  | Die 100 lustigsten Globi-Streiche            | 1974  |
| 42  | Globis Glanz-Idee                            | 1975  |
| 43  | Mit Globi durch dick und dünn                | 1976  |
| 44  | Globi, der kühne Erfinder                    | 1977  |

| Nr. | Titre                                           | Année |
| --- | ----------------------------------------------- | ----- |
| 45  | Globis tolle Überraschungen                     | 1978  |
| 46  | Mit Globi auf grosser Fahrt                     | 1979  |
| 47  | Globi im Wilden Westen                          | 1980  |
| 48  | Globis Abenteuer im Traumland                   | 1981  |
| 49  | Globi bei den Höhlenbewohnern                   | 1982  |
| 50  | Wie Globi Ritter wurde                          | 1983  |
| 51  | Globis abenteuerliche Schweizerreise            | 1984  |
| 52  | Globi bei der Feuerwehr                         | 1985  |
| 53  | Globi der Seefahrer                             | 1986  |
| 54  | Globi bei den Pfadfindern                       | 1987  |
| 55  | Globi bei der Rettungsflugwacht                 | 1988  |
| 56  | Globi und Kasperli                              | 1989  |
| 57  | Globis Abenteuer im Weltraum                    | 1990  |
| 58  | Globi und Wilhelm Tell                          | 1991  |
| 59  | Globis Geburtstag                               | 1992  |
| 60  | Globi – Streiche aus den ersten Jahren          | 1993  |
| 61  | Globi im Nationalpark                           | 1994  |
| 62  | Globi hilft der Polizei                         | 1994  |
| 63  | Globi und der Madagaskar-Vogel                  | 1995  |
| 64  | Globi und Panda reisen um die Welt              | 1996  |
| 65  | Globi bei der Post                              | 1997  |
| 66  | Hotel Globi                                     | 1998  |
| 67  | Globi der Sportreporter                         | 1999  |
| 68  | Globi wird Filmstar                             | 2000  |
| 69  | Globi und die Bahn                              | 2001  |
| 70  | Globis Zoo                                      | 2002  |
| 71  | Globi für alle Fälle                            | 2003  |
| 72  | Globi und die Insel der Riesenschmetterlinge    | 2004  |
| 73  | Globi beim Roten Kreuz                          | 2005  |
| 74  | Globis Alpenreise                               | 2006  |
| 75  | Globi bei den Nashörnern                        | 2007  |
| 76  | Globi und der Polarforscher                     | 2008  |
| 77  | Globi bei den Kelten                            | 2009  |
| 78  | Globi am Flughafen                              | 2010  |
| 79  | Globi in der Schule                             | 2011  |
| 80  | Globi und die Pirateninsel                      | 2012  |
| 81  | Globi – die schönsten Geschichten aus 80 Jahren | 2012  |
| 82  | Globis Reise ins Herz der Schweiz               | 2012  |
| 83  | Globi beim Fernsehen                            | 2013  |
| 84  | Globi, der schlaue Bauer                        | 2014  |
| 85  | Globi im alten China                            | 2015  |
| 86  | Globi und der Goldraub                          | 2016  |
| 87  | Globi und die verrückte Maschine                | 2017  |
| 88  | Globi und die Tiere im Zoo                      | 2018  |
| 89  | Globis Abenteuer in Rom                         | 2019  |

### Albums traduits en français
Albums classiques :
- Globi, l'ami des enfants
- Globi mis à l'épreuve
- Globi à Paris
- Globi fait du sport
- Globi postier
- Globi journaliste sportif
- Globi à tout faire
- Hôtel Globi

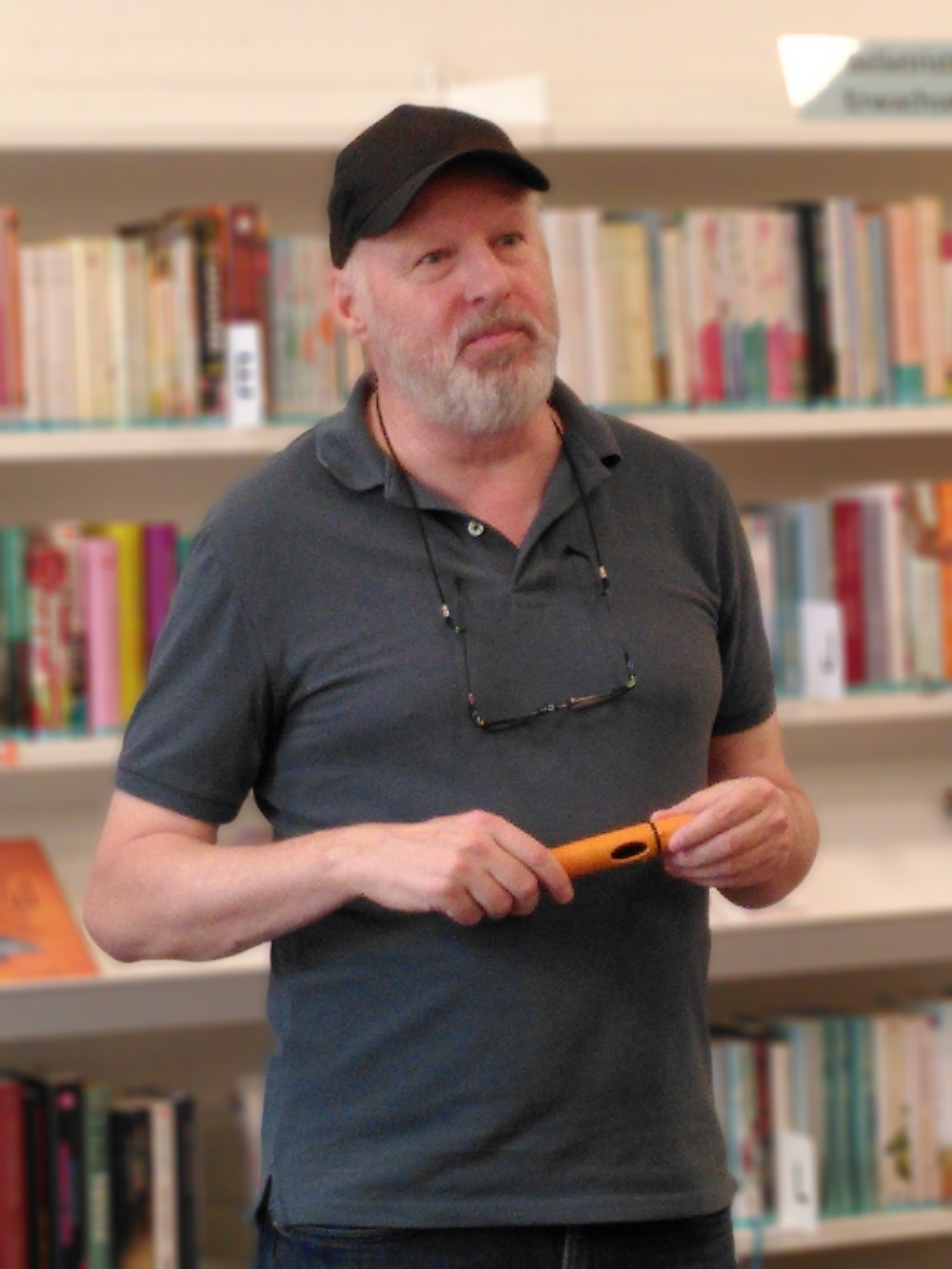
Daniel Frick, l'un des derniers dessinateurs en date

- Globi et Panda voyagent autour du monde
- Globi aide la police
- Globi au tour de Suisse (bande dessinée)
- Globi et le train
- Le zoo de Globi
- Globi à l'aéroport
- Globi à l'école (2011)
- Globi, le paysan futé (2014)
- Globi et Roger (2021)

Guide d'excusions :
- Les belles balades de Globi, 42 aventures en train, bus et bateau à travers la Suisse
- Globi, le guide des musées pour enfants

Globi "savoir" :
- Premiers secours avec Globi
- La chimie avec Globi
- Globi et les plantes invasives (titre supposé, en préparation)

### Albums traduits en anglais
- Globi's Trip Through Switzerland (2009)
- Globi in the Swiss National Park (2010)
- Globi at School (2011)
- Globi on Pirate Island (2012)